# Pseudokatianna minuta
Pseudokatianna minuta är en urinsektsart som beskrevs av John Tenison Salmon 1946. Pseudokatianna minuta ingår i släktet Pseudokatianna och familjen Katiannidae. Inga underarter finns listade i Catalogue of Life.